# Тайная страсть Роберта Клэйтона
«Тайная страсть Роберта Клэйтона» (англ. The Secret Passion of Robert Clayton) — кинофильм в жанре детектива режиссёра Э. У. Суэкхэмера. Телепремьера состоялась 3 июня 1992 года.

## Сюжет
В провинциальный городок в штате Джорджия, спустя 15 лет, возвращается Роберт Клэйтон-младший. Молодой преуспевающий юрист, учившийся и сделавший карьеру в Нью-Йорке, недавно назначен окружным прокурором в родном городе. Здесь же адвокатом работает Роберт Клэйтон-старший. Клэйтоны в семейной жизни не ладили друг с другом. Старший рано отдал сына в интернат и особо не участвовал в его воспитании.
В первые же дни после возвращения Клэйтон приходит на вечер бывших выпускников, где встречается со своей школьной любовью Кэтрин. В ночь после встречи была жестоко убита стриптизёрша Ками. Она развлекалась с Роем Хантером, мужем Кэтрин, который теперь является главным подозреваемым. Клэйтоны сталкиваются в зале суда, как защитник и прокурор. Однако они не могут непредвзято участвовать в процессе. И отец, и сын успели переспать с Кэтрин.

## В ролях
- Джон Махони — Роберт Клэйтон-старший
- Скотт Валентайн — Роберт Клэйтон-младший
- Ив Гордон — Кэтрин
- Кевин Конрой — Рой Эванс Хантер
- Дебора Хобарт — Пейдж
- Донна Биско — Хизер